# Cerco de Quebec (1760)

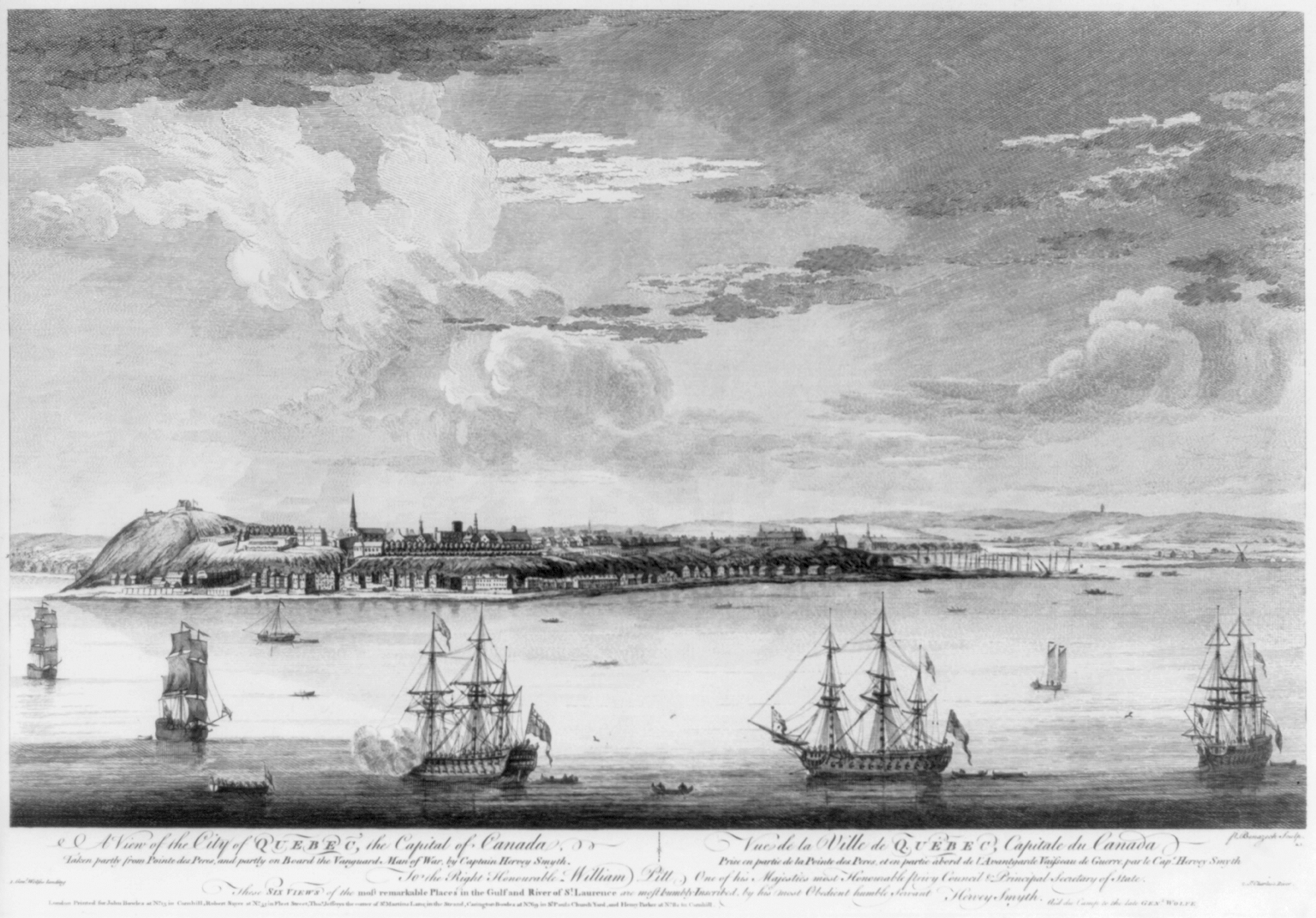
Cerco de Quebec (1760)

O cerco de Quebec, também conhecido como o segundo cerco de Quebec, foi uma tentativa francesa de retomar a cidade de Quebec, na Nova França, que havia sido capturada pela Grã-Bretanha no ano anterior. O cerco durou de 29 de abril a 15 de maio, quando navios britânicos chegaram para socorrer a cidade e obrigaram o comandante francês, Francis de Gaston, Chevalier de Lévis, a romper o cerco e a recuar.
Os britânicos lançaram a Campanha de Montreal alguns meses depois, que resultou na captura da cidade. A resistência francesa cessou e a conquista britânica do Canadá foi concluída, como foi confirmado em 1763 pelo Tratado de Paris.